# Dacus indecorus
Dacus indecorus är en tvåvingeart som först beskrevs av Hardy 1974.  Dacus indecorus ingår i släktet Dacus och familjen borrflugor. Inga underarter finns listade i Catalogue of Life.